# Rhys Ifans
Rhys Ifans (Haverfordwest, 22 de Julho de 1967) é um ator e músico galês. Seus papéis mais conhecidos são nos filmes Notting Hill (1999), Enduring Love (2004) e O Espetacular Homem Aranha (2012).

## Filmografia
| Ano  | Título                                        | Personagem                  | Notas |
| ---- | --------------------------------------------- | --------------------------- | --- |
| 1995 | Streetlife                                    | Kevin                       | |
| 1996 | August                                        | Griffiths                   | |
| 1997 | Twin Town                                     | Jeremy Lewis                | |
| 1998 | Dancing at Lughnasa                           | Gerry Evans                 | |
| 1999 | Notting Hill                                  | Spike                       | Indicado - Premiados com o BAFTA de melhor ator coadjuvante Indicado - Satellite Award de Melhor Ator Coadjuvante em Filme de Drama |
| 1999 | You're Dead                                   | Eddie                       | |
| 2000 | Rancid Aluminium                              | Pete Thompson               | |
| 2000 | Love, Honour and Obey                         | Matthew                     | |
| 2000 | Kevin And Perry Go Large                      | Eyeball Paul                | |
| 2000 | The Replacements                              | Nigel Gruff                 | |
| 2000 | Little Nicky                                  | Adrian                      | |
| 2001 | Hotel                                         | Trent Stoken                | |
| 2001 | Christmas Carol: The Movie                    | Bob Cratchit                | voz |
| 2001 | The Shipping News                             | Beaufield Nutbeem           | |
| 2001 | Human Nature                                  | Puff                        | |
| 2001 | The 51st State                                | Iki                         | |
| 2002 | Once Upon a Time in the Midlands              | Dek                         | |
| 2003 | Danny Deckchair                               | Danny Morgan                | |
| 2004 | Vanity Fair                                   | William Dobbin              | |
| 2004 | Enduring Love                                 | Jed                         | Indicado - Melhor Ator Britânico |
| 2005 | Midsummer Dream                               | Lysander                    | voz |
| 2005 | Chromophobia                                  | Colin                       | |
| 2006 | Garfield: A Tail of Two Kitties               | McBunny                     | voz |
| 2007 | Four Last Songs                               | Dickie                      | |
| 2007 | Hannibal Rising                               | Grutas                      | |
| 2007 | Elizabeth: The Golden Age                     | Robert Reston               | |
| 2008 | Come Here Today                               | Alex                        | |
| 2009 | The Informers                                 | Roger                       | |
| 2009 | The Boat That Rocked                          | Gavin Cavanagh              | |
| 2009 | Mr. Nobody                                    | Nemo's Father               | |
| 2010 | Mr. Nice                                      | Howard Marks                | |
| 2010 | Greenberg                                     | Ivan Schrank                | |
| 2010 | Nanny McPhee and the Big Bang                 | Uncle Phil                  | |
| 2010 | Passion Play                                  | Sam                         | |
| 2010 | Harry Potter and the Deathly Hallows: Part 1  | Xenophilius Lovegood        | |
| 2010 | Exit Through the Gift Shop                    | Narrator                    | |
| 2011 | Anonymous                                     | Edward de Vere              | |
| 2011 | Neverland: Journey Back to Where It all Began | James Hook                  | |
| 2012 | The Amazing Spider-Man                        | Dr. Curt Connors/The Lizard | |
| 2013 | Elementary                                    | Mycroft Holmes              | |
| 2019 | Official Secrets                              | Ed Vulliamy                 | |
| 2021 | Spider-Man: No Way Home                       | Dr. Curt Connors/Lagarto    | |
| 2022 | House of the Dragon                           | Otto Hightower              | Elenco Principal |
| 2024 | Venom: The Last Dance                         | Martin                      | |